# 吉野口站
吉野口站（日语：／ Yoshinoguchi eki */?）是位於奈良縣御所市古瀨，西日本旅客鐵道（JR西日本）和近畿日本鐵道（近鐵）車站。在車站編號中，近鐵為「F48」。

## 停靠路線
- JR西日本和歌山線
- 近鐵吉野線（車站編號：F48）

此站共構與共站，由JR西日本王寺鐵道部管理。而近鐵則由下市口站管理。

## 歷史
- 1896年（明治29年）
  - 5月10日 - 南和鐵道（日语：南和鉄道）（部分和歌山線路段的前身）的終點站葛站（與現在的近鐵吉野線葛站不相同）啟用[1]。
  - 10月25日 - 南和鐵道葛站至五條站至二見站（即後來的川端站（日语：川端駅 (奈良県)））之間開業，成為中途站[1]。
- 1903年（明治36年）5月15日 - 車站改名為吉野口站[2]。
- 1904年（明治37年）12月9日 - 南和鐵道路線由關西鐵道繼承，成為關西鐵道車站[1]。
- 1907年（明治40年）10月1日 - 根據鐵道國有法（日语：鉄道国有法）把關西鐵道國有化，成為帝國鐵道廳車站[1]。
- 1909年（明治42年）10月12日 - 制定路線名為和歌山線[1]。
- 1912年（大正元年）10月25日 - 吉野輕便鐵道（日语：吉野鉄道）（為近鐵吉野線的前身）此站至吉野站（現時為六田站）之間開業[1]。開始共構與共站。
- 1913年（大正2年）5月31日 - 吉野輕便鐵道改名為吉野鐵道[1]。
- 1923年（大正12年）12月5日 - 吉野鐵道線伸延至橿原神宮前站（第一代）[3]。
- 1929年（昭和4年）8月1日 - 大阪電氣軌道與吉野鐵道合併[3]，成為國有鐵道和歌山線與大阪電氣軌道吉野線的車站。
- 1941年（昭和16年）3月15日 - 大阪電氣軌道與參宮急行電鐵合併，關西急行鐵道成立[3]，成為國有鐵道和歌山線與關西急行鐵道吉野線的車站。
- 1944年（昭和19年）6月1日 - 關西急行鐵道與南海鐵道（為南海電氣鐵道的前身）合併[3]，成為國有鐵道和歌山線與近畿日本鐵道吉野線的車站。
- 1987年（昭和62年）4月1日 - 伴隨國鐵分割民營化，國鐵車站由西日本旅客鐵道（JR西日本）營運[1]，成為JR西日本和歌山線與近畿日本鐵道吉野線的車站。
- 1989年（平成元年）5月18日 - 設定為近鐵特急停車站。
- 2007年（平成19年）4月1日 - 近鐵車站可以使用PiTaPa[4]。
- 2018年（平成30年）
  - 3月17日 - JR西日本車站可以使用「ICOCA」。
  - 6月1日 - 月台上的車站便當商店「柳屋」結業。

## 車站構造

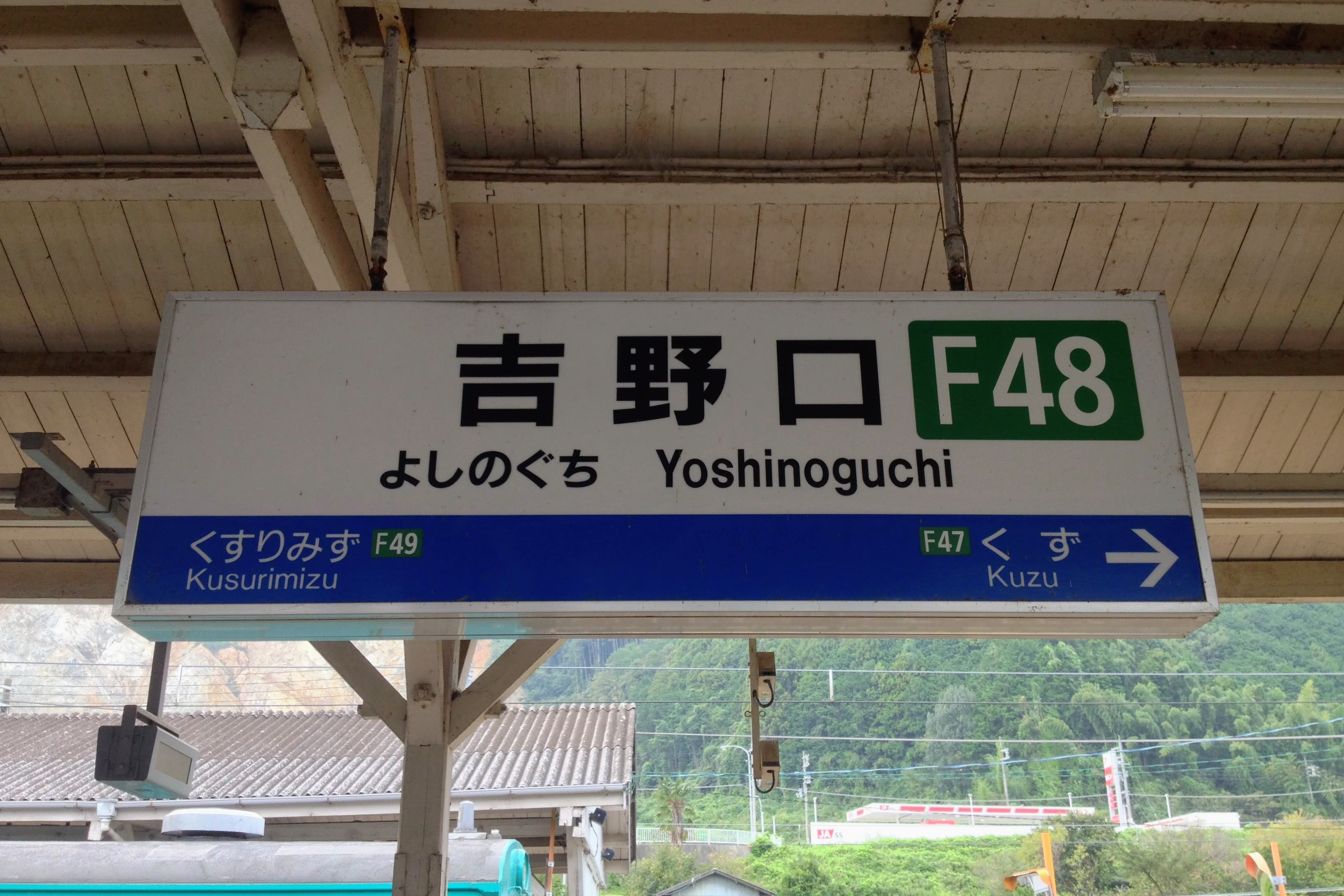
近鐵站牌（使用JR西日本的樣式，並設有近鐵的車站編號）

車站設有1面1線的單式月台與2面4線的島式月台，合共3面5線的混合式月台，當中JR月台為2面3線，近鐵月台為2面2線，在其中一座島式月台中，一面為近鐵月台，另一面為JR月台。車站為一座地上車站。在開業時的古老木造車站大樓還存在。因此，JR與近鐵可在閘內進行轉乘，甚至在特定情況下在同一月台上轉乘。車站大樓在月台東邊，設有行人隧道連接島式月台和車站大堂。近鐵較多列車班次。現時所有班次中，JR最長車廂編成為6卡，而近鐵為4卡。
站牌方面，包括近鐵線月台在內，均統一使用JR西日本樣式，近鐵線月台上的站牌中設有近鐵樣式的車站編號。
2、3號月台設有等待室及自動販賣機。廁所在1號月台。
車站為JR西日本直營車站，沒有MARS終端機和綠色窗口，在櫃台中購買JR乘車票時，使用POS終端機發票。
關於近鐵乘車票，除了在自動售票機購買外，在購買自動售票機中提供的區間以外乘車票，以及普通回數票由JR櫃臺委托購買，手寫車票及補充票不可使用自動閘機。在JR櫃臺不能購買近鐵特急票，如要購買近鐵特急票，需前往大阪阿部野橋方向的月台上，使用自動售票機購買，除在領取網上預約特急票外，需在特急列車上購買特急票。此外，櫃臺中不可以購買或預約定期票。
在閘口外，各別設有JR和近鐵的自動售票機。使用IC卡乘車方面，在近鐵一邊的閘口中，設有IC卡專用的簡易閘機。當使用IC卡乘坐JR和歌山線時需在轉乘閘機拍卡。

### 月台
| 月台 | 路線       | 上下行 | 方向                                   |
| ---- | ---------- | ------ | -------------------------------------- |
| 1    | 近鉄吉野線 | 下行   | 下市口、吉野方向                       |
| 2    | 近鉄吉野線 | 上行   | 橿原神宮前、大和八木、大阪阿部野橋方向 |
| 3    | JR和歌山線 | 下行   | 五條、橋本方向                         |
| 4、5 | JR和歌山線 | 上行   | 高田、王寺方向                         |

1號月台為單式月台，其他月台為島式月台。JR線往高田、王寺方向的列車通常使用4號月台，部分列車使用5號月台。此外，1號月台的列車可折返至大阪阿部野橋方向，5號月台可向高田及五條方向出發與到達。
2號月台為近鐵吉野線大阪阿部野橋方向，3號月台為JR和歌山線五條方向，可於同一月台上互相轉乘。這個在JR與大手私鐵在同一月台上轉乘的情況，為全日本少有。近鐵中，也設有同樣的例子在柏原站。
近鐵吉野線前身是吉野鐵道，當時此站設有貨物列車運送吉野杉木，因此路軌的軌距需與國鐵相同。在位於片町線德庵站旁的近畿車輛中，當完成製造近鐵列車（主要為南大阪線的窄軌車輛）時，會從工場經過和歌山線進行甲種運送，並在此站進入近鐵路軌，再而前往古市工場。但是，在1982年10月工場遷移後便改為陸路運送，近鐵的甲種運送廢止。

## 停站列車
和歌山線
- 包括直通至大和路線的快速列車在內，所有列車均停此站。

近鐵吉野線
- 包括特急列車在內，所有定期旅客列車均停此站[7]。
- 設有來往橿原神宮前站至此站之間的區間列車，在黃昏設有2班列車（星期六及假日為1班）在此站為終點站，在早上與平日黃昏各設有1班列車在此站為起點站[7]。
- 近鐵吉野線中，前一站與後一站均為單式月台，因此此站經常出現列車交會[7]。

## 車站便堂
長久以來車站沒有綠色窗口但卻設有車站便當售賣，在現時JR車站來說為少見。在販賣車站便當的商店結業前，為奈良縣內JR線唯一設有車站便當售賣的車站。以下為在此站出售的車站便當。
- Kinu卷時雨壽司
- 鮎壽司
- 柿葉壽司
- 柿葉壽司Mix

但是，在2018年6月，於月台上售賣車站便當的商店結業，在9月下旬完全撤走。2018年10月後，車站內再沒有售賣車站便當。但是，車站便當商家在車站附近總部繼續營業售賣車站便當。

## 使用狀況

### JR西日本
根據「奈良県統計年鑑」，以下列出近年1日平均乘車人次：
- 862人（2005年度）
- 860人（2006年度）
- 752人（2007年度）
- 722人（2008年度）
- 636人（2009年度）
- 623人（2010年度）
- 590人（2011年度）
- 583人（2012年度）

### 近畿日本鐵道
以下列出近年來1日中上下車人次：
- 2018年11月13日：1,327人
- 2015年11月10日：1,357人
- 2012年11月13日：1,483人
- 2010年11月9日：1,628人
- 2008年11月18日：1,707人
- 2005年11月8日：2,187人
- 以下會列出近鐵吉野口站的使用狀況變遷[10][11]。
  - 一年乘車人次以人作單位。更適合用於比較年度數據。
  - 上下車人次調査結果是在任意1日記錄，以人作單位。但需注意，由於在調査日的天氣、活動等原因，使數字變動會比一年乘車人次為大。
  - 當中，最高値會使用紅色，在最高値記錄年度以後的最低値使用青色、在最高値記錄年度以前的最低値使用綠色作標記。

| 年度使用狀況（近鐵吉野口站） | 年度使用狀況（近鐵吉野口站） | 年度使用狀況（近鐵吉野口站） | 年度使用狀況（近鐵吉野口站） | 年度使用狀況（近鐵吉野口站） | 年度使用狀況（近鐵吉野口站） | 年度使用狀況（近鐵吉野口站） | 年度使用狀況（近鐵吉野口站） |
| 年 度                        | 一年乘車人次：人／年度       | 一年乘車人次：人／年度       | 一年乘車人次：人／年度       | 一年乘車人次：人／年度       | 上下車人次調査結果 人／日    | 上下車人次調査結果 人／日    | 特別事項                     |
| ---------------------------- | ---------------------------- | ---------------------------- | ---------------------------- | ---------------------------- | ---------------------------- | ---------------------------- | ---------------------------- |
| 年 度                        | 通勤定期乘客                 | 上學定期乘客                 | 其他乘客                     | 合計                         | 調査日                       | 調査結果                     | 特別事項                     |
| 1982年（昭和57年）           |                              | ←←←←                         |                              |                              | 11月16日                     | 2,695                        |                              |
| 1983年（昭和58年）           |                              | ←←←←                         |                              |                              | 11月8日                      | 2,441                        |                              |
| 1984年（昭和59年）           |                              | ←←←←                         |                              |                              | 11月6日                      | 2,680                        |                              |
| 1985年（昭和60年）           |                              | ←←←←                         |                              |                              | 11月12日                     | 2,485                        |                              |
| 1986年（昭和61年）           |                              | ←←←←                         |                              |                              | 11月11日                     | 2,605                        |                              |
| 1987年（昭和62年）           |                              | ←←←←                         |                              |                              | 11月10日                     | 2,599                        |                              |
| 1988年（昭和63年）           |                              | ←←←←                         |                              |                              | 11月8日                      | 2,376                        |                              |
| 1989年（平成元年）           |                              | ←←←←                         |                              |                              | 11月14日                     | 2,534                        |                              |
| 1990年（平成2年）            |                              | ←←←←                         |                              |                              | 11月6日                      | 2,473                        |                              |
| 1991年（平成3年）            |                              | ←←←←                         |                              |                              |                              |                              |                              |
| 1992年（平成4年）            |                              | ←←←←                         |                              |                              | 11月10日                     | 2,659                        |                              |
| 1993年（平成5年）            |                              | ←←←←                         |                              |                              |                              |                              |                              |
| 1994年（平成6年）            |                              | ←←←←                         |                              |                              |                              |                              |                              |
| 1995年（平成7年）            |                              | ←←←←                         |                              |                              | 12月5日                      | 2,588                        |                              |
| 1996年（平成8年）            |                              | ←←←←                         |                              |                              |                              |                              |                              |
| 1997年（平成9年）            |                              | ←←←←                         |                              |                              |                              |                              |                              |
| 1998年（平成10年）           |                              | ←←←←                         |                              |                              |                              |                              |                              |
| 1999年（平成11年）           |                              | ←←←←                         |                              |                              |                              |                              |                              |
| 2000年（平成12年）           |                              | ←←←←                         |                              |                              |                              |                              |                              |
| 2001年（平成13年）           |                              | ←←←←                         |                              |                              |                              |                              |                              |
| 2002年（平成14年）           |                              | ←←←←                         |                              |                              |                              |                              |                              |
| 2003年（平成15年）           |                              | ←←←←                         |                              |                              |                              |                              |                              |
| 2004年（平成16年）           |                              | ←←←←                         |                              |                              |                              |                              |                              |
| 2005年（平成17年）           | 335,640                      | ←←←←                         | 60,549                       | 396,189                      | 11月8日                      | 2,187                        |                              |
| 2006年（平成18年）           | 337,290                      | ←←←←                         | 52,933                       | 390,223                      |                              |                              |                              |
| 2007年（平成19年）           | 293,940                      | ←←←←                         | 54,388                       | 348,328                      |                              |                              |                              |
| 2008年（平成20年）           | 267,420                      | ←←←←                         | 53,821                       | 321,241                      | 11月18日                     | 1,707                        |                              |
| 2009年（平成21年）           | 235,620                      | ←←←←                         | 48,478                       | 284,098                      |                              |                              |                              |
| 2010年（平成22年）           | 146,340                      | ←←←←                         | 21,679                       | 168,019                      | 11月9日                      | 1,628                        |                              |
| 2011年（平成23年）           | 190,686                      | ←←←←                         | 25,254                       | 215,940                      |                              |                              |                              |
| 2012年（平成24年）           | 190,620                      | ←←←←                         | 46,095                       | 236,715                      | 11月13日                     | 1,483                        |                              |
| 2013年（平成25年）           | 198,960                      | ←←←←                         | 47,209                       | 246,169                      |                              |                              |                              |
| 2014年（平成26年）           | 192,840                      | ←←←←                         | 60,803                       | 253,643                      |                              |                              |                              |
| 2015年（平成27年）           | 193,440                      | ←←←←                         | 104,190                      | 297,630                      | 11月10日                     | 1,357                        |                              |
| 2016年（平成28年）           | 205,260                      | ←←←←                         | 101,844                      | 307,104                      |                              |                              |                              |
| 2017年（平成29年）           | 195,270                      | ←←←←                         | 98,114                       | 293,384                      |                              |                              |                              |
| 2018年（平成30年）           |                              | ←←←←                         |                              |                              | 11月13日                     | 1,327                        |                              |

## 車站周邊
車站前只有一間商店。
- 國道309號（日语：国道309号）
- 御所吉野口郵局
- 御所市立葛中小學

## 巴士路線
車站前設有御所市社區巴士與大淀町Yodori的士（需求型交通，對象為已登記的大淀町居民）。

## 相鄰車站
西日本旅客鐵道
 和歌山線
■快速（直通至大和路線）、■普通
掖上－吉野口－北宇智
近畿日本鐵道
 吉野線
- □特急停車站

■急行、■準急、■普通
葛（F47）－吉野口（F48）－藥水（F49）

## 注腳
1. 1 2 3 4 5 6 7 8 9  曾根悟（監修）. 朝日新聞出版分冊百科編集部（編集） , 编. . 朝日百科週刊. 42號 阪和線、和歌山線、櫻井線、湖西線、關西機場線. 朝日新聞出版. 2010-05-16: 20–21.
2. ↑  今尾惠介（監修）.  8 關西1. 新潮社. 2008: 41. ISBN 978-4-10-790026-5.
3. 1 2 3 4  曾根悟（監修）. 朝日新聞出版分冊百科編集部（編集） , 编. . 朝日百科週刊. 3號 近畿日本鐵道 2. 朝日新聞出版. 2010-08-29: 26–27.
4. ↑   (pdf) (新闻稿). 近畿日本鐵道. 2007-01-30  [2016-03-06]. （原始内容存档 (PDF)于2016-08-07）.
5. ↑  同樣，在JR西日本與近鐵在閘內使用共用月台的例子還有柏原站，大和路線與近鐵道明寺線使用同一月台上，但站牌使用近鐵樣式。
6. 1 2  近鐵時間表2018年3月17日時間表修正號，p.70 - p.87
7. 1 2 3 4  近鐵時間表2018年3月17日時間表修正號，p.232 - p.258・p.388 - p.413
8. ↑  . JR時刻表 (交通新聞社). 2017, (2017年3月號): 324.
9. ↑  駅別乗降人員 吉野線 （页面存档备份，存于） - 近畿日本鐵道
10. ↑  各年度奈良県統計年鑑
11. ↑  近鐵PR手冊「きんてつ」

## 外部連結
- 吉野口｜車站資訊：JR出門網 - 西日本旅客鐵道
- 吉野口 - 近畿日本鐵道